# ظرفیت کانال
در نظریه اطلاعات، ظرفیت کانال (به انگلیسی: Channel Capacity) حداکثر نرخِ (Rate) اطلاعاتی است که می‌توان روی یک کانال مخابراتی ارسال کرد به‌طوری‌که بتوان این اطلاعات را در مقصد با احتمال خطای در حد دلخواه کم، باز یافت (آشکار کرد). 
در محاسبه ظرفیت کانال، هیچ محدودیتی در تأخیربازیابی اطلاعات یا پیچیدگی ساختار فرستنده و گیرنده در نظر گرفته نمی‌شود.
مفهوم ظرفیت کانال و روش محاسبه آن را کلود شانون پیش نهاد. 